# سالي هيبورث
سالي هيبورث (بالإنجليزية: Sally Hepworth)‏ (1950)؛ روائية أسترالية.